# Håkan
Håkan ist ein männlicher Vorname.

## Verbreitung, Herkunft und Bedeutung
Håkan ist die schwedische Form des altnordischen Namens Hákon mit der Bedeutung Hoher Sohn. In Norwegen tritt der Name in der Form Håkon oder Haakon auf.

## Namensträger
- Håkan Algotsson (* 1966), schwedischer Eishockeytorwart
- Håkan Boström (1939–2023), schwedischer Schriftsteller und Journalist
- Håkan Broström (* 1955), schwedischer Jazz-Saxophonist und -Flötist
- Håkan Dahlby (* 1965), schwedischer Sportschütze
- Håkan Eliasson (* 1952), schwedischer Mathematiker
- Håkan Ericson (* 1960), schwedischer Fußballtrainer
- Håkan Eriksson (* 1956), schwedischer Eishockeyspieler
- Håkan Florå (1962–2009), schwedischer Punkmusiker, bekannt als Onkel Kånkel
- Håkan Hagegård (* 1945), schwedischer Opern- und Konzertsänger
- Håkan Hansson (* 1964), schwedischer Freestyle-Skier
- Håkan Hardenberger (* 1961), schwedischer Trompeter
- Håkan Hellström (* 1974), schwedischer Musiker
- Håkan Juholt (* 1962), schwedischer Politiker
- Håkan Lans (* 1947), schwedischer Ingenieur und Erfinder
- Håkan Larsson (* 1958), schwedischer Radrennfahrer und nationaler Meister im Radsport
- Håkan Lidman (1915–2000), schwedischer Leichtathlet
- Håkan Lindquist (1958–2022), schwedischer Schriftsteller
- Håkan Loob (* 1960), schwedischer Eishockeyspieler
- Håkan Malmrot (1900–1987), schwedischer Schwimmer
- Håkan Mild (* 1971), schwedischer Fußballspieler
- Håkan Nesser (* 1950), schwedischer Schriftsteller
- Håkan Nilsson (* 1980), schwedischer Radrennfahrer
- Håkan Nordin (* 1961), schwedischer Eishockeyspieler
- Håkan Nyblom (* 1981), dänischer Ringer
- Håkan Östlundh (* 1962), schwedischer Schriftsteller, Drehbuchautor und Journalist
- Håkan Samuelsson (* 1951), schwedischer Manager
- Håkan Sandberg (* 1958), schwedischer Fußballspieler und -trainer
- Håkan Serner (1933–1984), schwedischer Schauspieler
- Håkan Södergren (* 1959), schwedischer Eishockeyspieler und -trainer
- Håkan Sund (* 1946), schwedischer Pianist, Dirigent und Komponist
- Håkan Axlander Sundquist (* 1965), schwedischer Musiker und Schriftsteller
- Håkan Svensson (* 1970), schwedischer Fußballspieler
- Håkan Wickberg (1943–2009), schwedischer Eishockeyspieler

Zweitname
- Claes-Håkan Ahnsjö (* 1942), schwedischer Tenor
- Ture Håkan Pettersson (1949–2008), schwedischer Eishockeyspieler

## Weiteres
- Håkan Loob Trophy, schwedische Eishockeytrophäe